# 적벽대전: 거대한 전쟁의 시작
《적벽대전: 거대한 전쟁의 시작》(赤壁大戰, 중국어: 赤壁, Red Cliff)은 위의 조조, 오의 손권, 그리고 유비의 대전투인 삼국지연의의 적벽 대전을 소재로 만든 영화다. 중화인민공화국 필름 코포레이션과 대한민국의 쇼박스를 비롯 일본과 중화민국 등의 약 800억원의 자본이 투입되었다. 이야기가 이어지는 후속 편인 《적벽대전 2: 최후의 결전》은 대한민국에서는 2009년 1월 22일에 개봉했다.
감독은 오우삼이며, 가네시로 다케시, 장첸, 량차오웨이, 자오웨이, 장풍의 등이 출연했다.

## 출연

### 주연
- 양조위
- 카네시로 타케시
- 장풍의
- 장첸
- 자오웨이
- 후준
- 나카무라 시도
- 린즈링

### 조연
- 유융
- 허우융
- 퉁다웨이
- 송가
- 쑨춘
- 장징추
- 강동
- 구세훈
- 파삼찰포
- 장진성

## 기타
- 원작자: 나관중
- Line PD: 릭 네이단슨
- 공동제작: 왕위
- 공동제작: 엽여분
- 공동제작: 데이빗 창
- 조연출: 주혜곤
- 미술: 협금첨

## 한국어 더빙 성우진(MBC)
- 박일 - 조조 (장풍의)
- 안지환 - 주유 (양조위)
- 최원형 - 제갈량 (카네시로 타케시)
- 신성호 - 손권 (장진)
- 황일청 - 유비 (유융)
- 황윤걸 - 관우 (파삼찰포)
- 한상혁 - 장비 (짱진성)
- 이윤연 - 조자룡 (호군)
- 권혁수 - 노숙 (후용)
- 전수빈 - 감흥 (나카무라 시도)
- 최수진 - 소교 (임지령)
- 윤성혜 - 손상향 (조미)
- 김용식
- 김태훈
- 박태호
- 전국근
- 김명수
- 이우신
- 김동현
- 이진홍
- 박선영
- 김두희
- 양준건
- 유상우

## 같이 보기
- 스턴트
- 적벽 대전